# ヘクター・ノエシ
ヘクター・ノエシ（Héctor Noesí, 発音: [ˈɛktɔr noʊˈɛsi], 1987年1月26日 - ）は、ドミニカ共和国バルベルデ州エスペランサ出身のプロ野球選手（投手）。右投右打。現在は、フリーエージェント（FA）。

## 経歴

### プロ入りとヤンキース時代

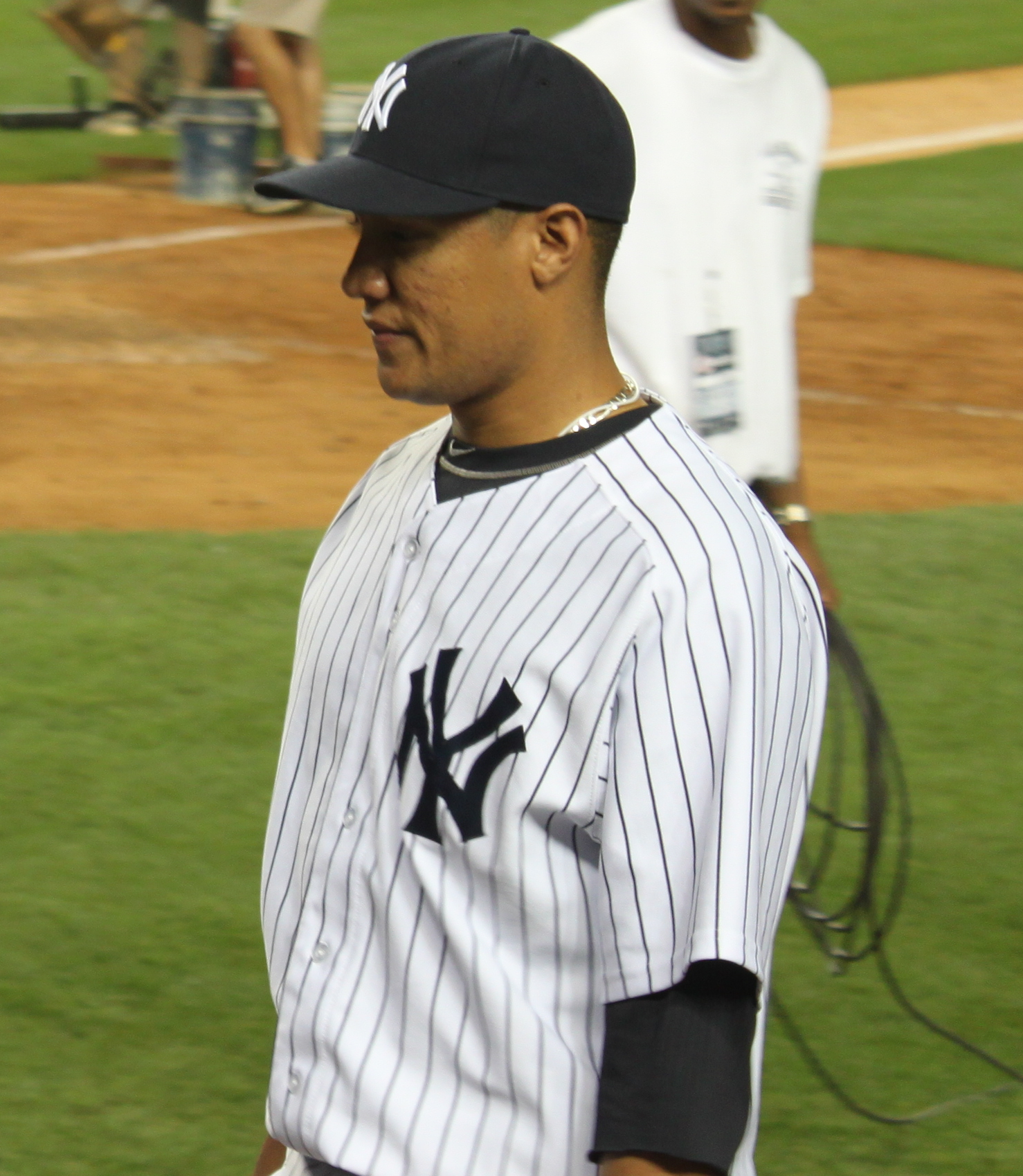
ニューヨーク・ヤンキース時代
（2011年8月10日）

2004年12月3日にニューヨーク・ヤンキースと契約。
2006年、ルーキー級ガルフ・コーストリーグ・ヤンキースでプロデビュー。5試合に登板して防御率1.29だった。
2007年にはA級チャールストン・リバードッグスに昇格したが、肘を痛めてトミー・ジョン手術を受けた。
2008年の後半戦に復帰し、2009年はA+級タンパ・ヤンキースまで昇格。同年オフにヤンキースの40人枠に入った。
2010年はA+級タンパからスタートし、最終的にAAA級スクラントン・ウィルクスバリ・ヤンキースまで昇格した。トータルでの成績は14勝7敗、防御率3.20だった。この年の7月にはオールスター・フューチャーズゲームの世界選抜チームにも選ばれた。
2011年4月13日に故障者リスト入りしたルイス・アヤラに代わってメジャーに初昇格したが、登板機会がないまま4月22日にAAA級スクラントン・ウィルクスバリへ降格した。約1ヶ月後に再昇格した。5月18日のボルチモア・オリオールズ戦でメジャーデビュー。メジャーではリリーフとして起用されていたが、9月21日には背中の痛みで急遽登板を回避したフィル・ヒューズの代役として初の先発登板を果たしている。

### マリナーズ時代
2012年1月13日にマイケル・ピネダ、ホセ・カンポスとのトレードで、ヘスス・モンテロと共にシアトル・マリナーズに移籍した。3月25日に東京ドームで行なわれたプレシーズンゲームの対阪神タイガース戦では、先発を任されるも金本知憲に2点本塁打を被弾するなど5回3失点で敗戦投手となった。
2012年シーズンに入り、岩隈久志やケビン・ミルウッドなどと先発ローテーションを争ったが、岩隈が開幕ローテーション落ちした結果、先発ローテーション入りを成し遂げる。しかし前半戦までで2勝11敗と大きく負け越してしまい、7月にマイナーに降格。代わりに岩隈が先発ローテーションに入った。9月のセプテンバーコールアップで再びメジャー昇格し、中継ぎとして投げていたが9月18日に再び先発。しかし1回と1/3で被安打8で7失点を喫するなど散々な結果を残してしまった。ノエシの代わりにローテ入りした岩隈が好成績を残したのも相まってノエシは大きく信用を落とす結果となってしまった。
2014年2月27日にマリナーズと1年契約に合意した。開幕ロースター入りし、4月2日のロサンゼルス・エンゼルス・オブ・アナハイム戦で、8点リードの9回裏からシーズン初登板したが、1安打2失点と結果を残せず、翌日のオークランド・アスレチックス戦では同点の延長12回裏から登板したが、先頭打者のココ・クリスプにサヨナラ本塁打を打たれ、負け投手となった。4月4日にDFAとなった。

### レンジャーズ時代
2014年4月12日にトレードで、テキサス・レンジャーズへ移籍した。4月13日にメジャーへ昇格。3試合に登板したが、4月22日にDFAとなった。

### ホワイトソックス時代
2014年4月25日にウェイバー公示を経てシカゴ・ホワイトソックスへ移籍した。移籍後は28試合（先発27試合）に登板して8勝11敗、防御率4.39、117奪三振を記録した。
2015年1月15日にホワイトソックスと195万ドルの1年契約に合意。開幕後は10試合に登板し5試合に先発したが、32.2回、0勝4敗、防御率6.89と振るわず、6月18日にDFAとなり、26日にマイナー契約でAAA級シャーロット・ナイツへ降格した。AAA級シャーロットでは11試合（先発10試合）に登板し、4勝4敗、防御率3.32、56奪三振を記録した。オフの10月5日にFAとなった。

### 起亜時代
2015年12月2日、韓国プロ野球の起亜タイガースと契約。起亜での登録名は「ヘクター」となった。2016年は15勝を記録。2017年は20勝で同僚の梁玹種と共に最多勝の個人タイトルを分け合った。2018年シーズン終了後に再契約せず退団した。

### マーリンズ時代
2019年1月17日、マイアミ・マーリンズとマイナー契約を結んだ。シーズンでは開幕を傘下のAAA級ニューオーリンズ・ベビーケークスで迎え、8月6日にメジャー契約を結んでアクティブ・ロースター入りした。この年メジャーでは12試合（先発4試合）に登板して0勝3敗、防御率8.46、24奪三振を記録した。レギュラーシーズン終了後の10月16日にマイナー契約でAAA級ニューオーリンズへ配属され、翌17日にFAとなった。

### パイレーツ傘下時代
2019年12月17日にピッツバーグ・パイレーツとマイナー契約を結び、2020年のスプリングトレーニングに招待選手として参加することになった。

### 富邦時代
2020年12月24日、台湾プロ野球の富邦ガーディアンズと契約した。
しかし、来台前の自主練習中に故障してしまい、開幕前の2021年2月21日に解雇となった。

## 詳細情報

### 年度別投手成績
| 年 度    | 球 団    | 登 板 | 先 発 | 完 投 | 完 封 | 無 四 球 | 勝 利 | 敗 戦 | セ 丨 ブ | ホ 丨 ル ド | 勝 率 | 打 者 | 投 球 回 | 被 安 打 | 被 本 塁 打 | 与 四 球 | 敬 遠 | 与 死 球 | 奪 三 振 | 暴 投 | ボ 丨 ク | 失 点 | 自 責 点 | 防 御 率 | W H I P |
| -------- | -------- | ----- | ----- | ----- | ----- | -------- | ----- | ----- | -------- | ----------- | ----- | ----- | -------- | -------- | ----------- | -------- | ----- | -------- | -------- | ----- | -------- | ----- | -------- | -------- | ------- |
| 2011     | NYY      | 30    | 2     | 0     | 0     | 0        | 2     | 2     | 0        | 4           | .500  | 247   | 56.1     | 63       | 6           | 22       | 4     | 2        | 45       | 4     | 0        | 29    | 28       | 4.47     | 1.51    |
| 2012     | SEA      | 22    | 18    | 0     | 0     | 0        | 2     | 12    | 0        | 0           | .143  | 453   | 106.2    | 107      | 21          | 39       | 1     | 2        | 68       | 1     | 2        | 71    | 69       | 5.82     | 1.37    |
| 2013     | SEA      | 12    | 1     | 0     | 0     | 0        | 0     | 1     | 0        | 0           | .000  | 134   | 27.1     | 42       | 3           | 12       | 4     | 1        | 21       | 2     | 0        | 21    | 20       | 6.59     | 1.98    |
| 2014     | SEA      | 2     | 0     | 0     | 0     | 0        | 0     | 1     | 0        | 0           | .000  | 6     | 1.0      | 2        | 1           | 0        | 0     | 0        | 2        | 1     | 0        | 3     | 3        | 27.00    | 2.00    |
| 2014     | TEX      | 3     | 0     | 0     | 0     | 0        | 0     | 0     | 0        | 0           | ----  | 28    | 5.1      | 11       | 0           | 2        | 0     | 0        | 4        | 0     | 0        | 7     | 7        | 11.81    | 2.43    |
| 2014     | CWS      | 28    | 27    | 1     | 0     | 0        | 8     | 11    | 0        | 0           | .421  | 699   | 166.0    | 167      | 27          | 54       | 1     | 2        | 117      | 8     | 1        | 88    | 81       | 4.39     | 1.33    |
| '14計    | CWS      | 33    | 27    | 1     | 0     | 0        | 8     | 12    | 0        | 0           | .400  | 733   | 172.1    | 180      | 28          | 56       | 1     | 2        | 123      | 9     | 1        | 98    | 91       | 4.75     | 1.36    |
| 2015     | CWS      | 10    | 5     | 0     | 0     | 0        | 0     | 4     | 0        | 0           | .000  | 154   | 32.2     | 41       | 7           | 17       | 1     | 1        | 22       | 3     | 1        | 26    | 25       | 6.89     | 1.78    |
| 2016     | 起亜     | 31    | 31    | 3     | 1     | --       | 15    | 5     | 0        | 0           | .750  | 868   | 206.2    | 211      | 7           | 51       | 0     | 6        | 139      | 7     | 0        | 88    | 78       | 3.40     | 1.27    |
| 2017     | 起亜     | 30    | 30    | 1     | 0     | 0        | 20    | 5     | 0        | 0           | .800  | 854   | 201.2    | 221      | 21          | 45       | 1     | 5        | 149      | 7     | 0        | 83    | 78       | 3.48     | 1.32    |
| 2018     | 起亜     | 29    | 29    | 1     | 0     | 0        | 11    | 10    | 0        | 0           | .524  | 753   | 174.0    | 209      | 25          | 36       | 2     | 4        | 137      | 4     | 1        | 102   | 89       | 4.60     | 1.41    |
| 2019     | MIA      | 12    | 4     | 0     | 0     | 0        | 0     | 3     | 0        | 0           | .000  | 124   | 27.2     | 30       | 7           | 14       | 0     | 1        | 24       | 2     | 0        | 26    | 26       | 8.46     | 1.59    |
| MLB：6年 | MLB：6年 | 119   | 57    | 1     | 0     | 0        | 12    | 34    | 0        | 4           | .261  | 1845  | 423.0    | 463      | 72          | 160      | 11    | 9        | 303      | 21    | 4        | 271   | 259      | 5.51     | 1.47    |
| KBO：3年 | KBO：3年 | 90    | 90    | 5     | 1     | --       | 46    | 20    | 0        | 0           | .697  | 2475  | 582.1    | 641      | 53          | 132      | 3     | 15       | 425      | 18    | 1        | 273   | 245      | 3.79     | 1.33    |

- 2019年シーズン終了時
- 各年度の太字はリーグ最高

### 年度別守備成績
| 年 度 | 球 団 | 投手（P） | 投手（P） | 投手（P） | 投手（P） | 投手（P） | 投手（P） |
| 年 度 | 球 団 | 試 合     | 刺 殺     | 補 殺     | 失 策     | 併 殺     | 守 備 率  |
| ----- | ----- | --------- | --------- | --------- | --------- | --------- | --------- |
| 2011  | NYY   | 30        | 1         | 7         | 0         | 1         | 1.000     |
| 2012  | SEA   | 22        | 9         | 5         | 1         | 0         | .933      |
| 2013  | SEA   | 12        | 0         | 3         | 1         | 0         | .750      |
| 2014  | SEA   | 2         | 0         | 0         | 0         | 0         | ----      |
| 2014  | TEX   | 3         | 0         | 0         | 0         | 0         | ----      |
| 2014  | CWS   | 28        | 5         | 21        | 1         | 4         | .963      |
| '14計 | CWS   | 33        | 5         | 21        | 1         | 4         | .963      |
| 2015  | CWS   | 10        | 0         | 4         | 0         | 1         | 1.000     |
| MLB   | MLB   | 107       | 15        | 40        | 3         | 6         | .948      |

- 2018年度シーズン終了時

### 記録
MiLB
- オールスター・フューチャーズゲーム選出：1回（2010年）

### 背番号
- 45（2011年 - 同年途中、2012年 - 2014年途中）
- 64（2011年途中 - 同年終了）
- 19（2014年途中 - 同年途中）
- 48（2014年途中 - 2015年、2019年、2021年）
- 43（2016年 - 2018年）